# Шајен Џексон
Шајен Дејвид Џексон (енгл. Cheyenne David Jackson; Спокен, 12. јул 1975) је амерички глумац и певач. Његове заслуге укључују водеће улоге у Бродвеј мјузиклима и другим сценским улогама, као и филмске и телевизијске улоге, концертно певање и музичке снимке.
Након што је почео улогу у регионалном позоришту у Сијетлу, преселио се у Њујорк и био је недовољно познат у представама Темељито модерна Мајли и Ајда. Касније је глумио улогу Метјуа у Алтер Бојз. Џексонова прва главна улога на Бродвеју била је Сви се уздрмајте, за које је добио награду светског позоришта за „најбољи Бродвеј деби”.
Појавио се такође у бројним филмовима, укључујући филм Јунајтед 93 који је номинован за Оскара, где тумачи улогу Марка Бингема. Добио је главну улогу у незавнсној романтичној-комедији Заједнички пријатљи и добио је гостујућ улоге у телевизијским серијама као што су Студио 30 и Гли. Од 2015. године, Џексон глуми у хорор-антологијској серији Америчка хорор прича, у петој, шестој, седмој и осмој сезони.
Такође је тумачио Хада у филму Наследници 3, заједно са глумцима као што су Камерон Бојс, Дав Камерон и Софија Карсон са режисером Кенијем Ортегом.